# Eperjes (Magyarország)
Eperjes (1954-ig Kiskirályság) község Csongrád-Csanád vármegye Szentesi járásában.

## Fekvése
Csongrád-Csanád vármegye északkeleti részén fekszik. Szomszédai észak felől Szarvas, északkelet felől Csabacsűd, kelet felől Nagyszénás és Gádoros, dél felől Árpádhalom, nyugat felől Fábiánsebestyén, északnyugat felől pedig Szentes Cserebökény nevű külterületi városrésze.
A falutól északra találhatók a cserebökényi puszták, melyek a Körös–Maros Nemzeti Park védett területei közé tartoznak.

### Megközelítése
Közúton Fábiánsebestyén és Gádoros felől közelíthető meg, mindkét irányból a 4403-as úton. Szentessel a 4402-es út köti össze, közigazgatási területét érinti még, a déli határszélét kísérve a 4642-es út is, a 4446-os út pedig a határszélén indul Orosháza irányába. Ugyancsak a déli határszéle mentén húzódik a Kiskunfélegyháza–Orosháza-vasútvonal egy szakasza, amelynek egy megállási pontja van itt, Újváros megállóhely, Eperjes Újváros nevű külterületi településrésze mellett.
A falun keresztülhalad az Alföldi Kéktúra.

## Története
A jelenlegi falutól kb. 1,5 km-re északkeletre, egy hajdani folyó partján már a szarmata-, majd az árpád-korban is lakott település volt. Az Árpád-korban templom is épült itt. Egyes források alapján a település a tatárjáráskor elpusztult, más források arra engednek következtetni, hogy Zeleméres néven a 15. század első felében még létezett. V. László adománylevelében említi, mellyel a Hunyadiak Zsigmond által adományozott birtokait erősíti meg. A néhány évvel később kialakult jogvita alapján viszont, Zeleméres ekkor már puszta volt, mert bizonyos források szerint a helyén alapította meg Szilágyi Mihály 1458-ban a Királyság nevű települést. Mátyás királyi bíráskodás alá helyezte a falut, amely emiatt gyors fejlődésnek indult.
1495-ben a nyulak-szigeti apácák örökölték meg a községet, amit 1566-ban foglalt el a török. A török defterek szerint, a hódoltság idején a falu tovább gyarapodott, de 1596-ban (a Tizenötéves Háború alatt) az összes környékbeli faluval együtt a törökök tatár segédcsapatai elpusztították. Lakosait megölték, vagy elhurcolták, a templomok tégláit a szarvasi vár megerősítésére hordták el.
1720-ban III. Károly Harruckern János Györgynek adományozta a területet, aki a pusztában jobbágyokat telepített le. Fiának, Harruckern Ferencnek örökösei a lányai lettek, akik közül Jozefa örökölte Királyságot és ő Károlyi Antalhoz ment feleségül, így a déli, Mágocshoz tartozó birtokok mellé a Károlyiakhoz került ez a rész is.
1890. és 1913. között a Károlyiak eladták ill. felparcellázták birtokaik nagyrészét. A felparcellázott területekre nagyszámú új tulajdonos költözött be családjával, akiknek közigazgatási ellátása komoly nehézséget okozott a Nagymágocsi és Derekegyházi községi tanácsoknak, ezért 1914-ben elhatározták, hogy az Újváros Csárda ingatlanján községházát, cselédlakásokat, népiskolát és melléképületeket építenek "Derekegyház község nagyújvárosi elöljárói kirendeltsége" céljára, de a háború miatt ez a terv sosem valósult meg.
1934-ben a Csongrád Megyei Alispáni Hivatal 3830/1934-es rendeletével rendezte Derekegyháza és Nagymágocs közigazgatási határait, amivel létrehozta Kiskirályság községet.
1935. január 1-én alakult meg az addig Nagymágocshoz tartozó Cserebökény, Disznóhalom, Györgykirályság, Józsefszállás, Lajoshalom, és Lajosvizesráta, valamint az addig Derekegyházhoz tartozó Kisújváros, Nagyújváros, Kiskirályság, Nagykirályság, Csereszentlászló, Ivánhegyes és Terehalom területrészekből. A pusztaközség központja ekkor a Kiskirályság major lett, ami a mai falutól délre eső nagy major neve volt, így ez lett a község neve is. Az Eperjes nevet 1954-ben kapta a Nagykirályság-puszta és Györgykirályság közötti Eperjes majorról, mert a megyei pártvezetés a "Királyság" elnevezést túlontúl "reakciósnak" tartotta. 1947-ben Cserebökény, 1956-ban Árpádhalom megalakításakor határrészeket csatoltak el a falutól, így területe később valamelyest csökkent.

## Közélete

### Polgármesterei
- 1990–1994: Horváth Ferenc (FKgP)[13]
- 1994–1998: Horváth Ferenc (FKgP)[14]
- 1998–2002: Kollár János (független)[15]
- 2002–2006: Kollár János (független)[16]
- 2006–2010: Dr. Kiss Csaba (független)[17]
- 2010–2014: Dr. Kiss Csaba (független)[18]
- 2014–2019: Kós György Gergő (független)[19]
- 2019–2024: Kabai Mátyás (független)[20]
- 2024– : Kabai Mátyás (független)[1]

A településen a 2006. október 1-jén megtartott önkormányzati választás érdekessége volt, hogy az országos átlagot jóval meghaladó számú, összesen 8 polgármesterjelölt indult. Ilyen nagy számú jelöltre abban az évben az egész országban csak öt település lakói szavazhattak, ennél több (9 vagy 10) aspiránsra pedig öt másik településen volt példa.

## Népesség
A település népességének változása:
| Lakosok száma | 554  | 550  | 548  | 454  | 380  | 387  | 366  |
|               | 2013 | 2014 | 2015 | 2021 | 2022 | 2023 | 2024 |

2001-ben a település lakosságának 99%-a magyar, 1%-a egyéb nemzetiségűnek vallotta magát.
A 2011-es népszámlálás során a lakosok 85,7%-a magyarnak, 0,2% németnek mondta magát (14,3% nem nyilatkozott; a kettős identitások miatt a végösszeg nagyobb lehet 100%-nál). A vallási megoszlás a következő volt: római katolikus 36,2%, református 6,3%, evangélikus 4,6%, görög katolikus 0,2%, felekezeten kívüli 30,2% (21% nem nyilatkozott).
2022-ben a lakosság 93,7%-a vallotta magát magyarnak, 0,3% románnak, 0,3% szerbnek, 0,5% egyéb, nem hazai nemzetiségűnek (6,3% nem nyilatkozott; a kettős identitások miatt a végösszeg nagyobb lehet 100%-nál). Vallásuk szerint 25% volt római katolikus, 4,5% református, 2,1% evangélikus, 0,5% egyéb keresztény, 0,3% egyéb katolikus, 24,2% felekezeten kívüli (43,2% nem válaszolt).

## Híres emberek
- Itt született 1949. március 8-án Snell György, az Esztergom-Budapesti főegyházmegye segédpüspöke.[24]

## Képgaléria

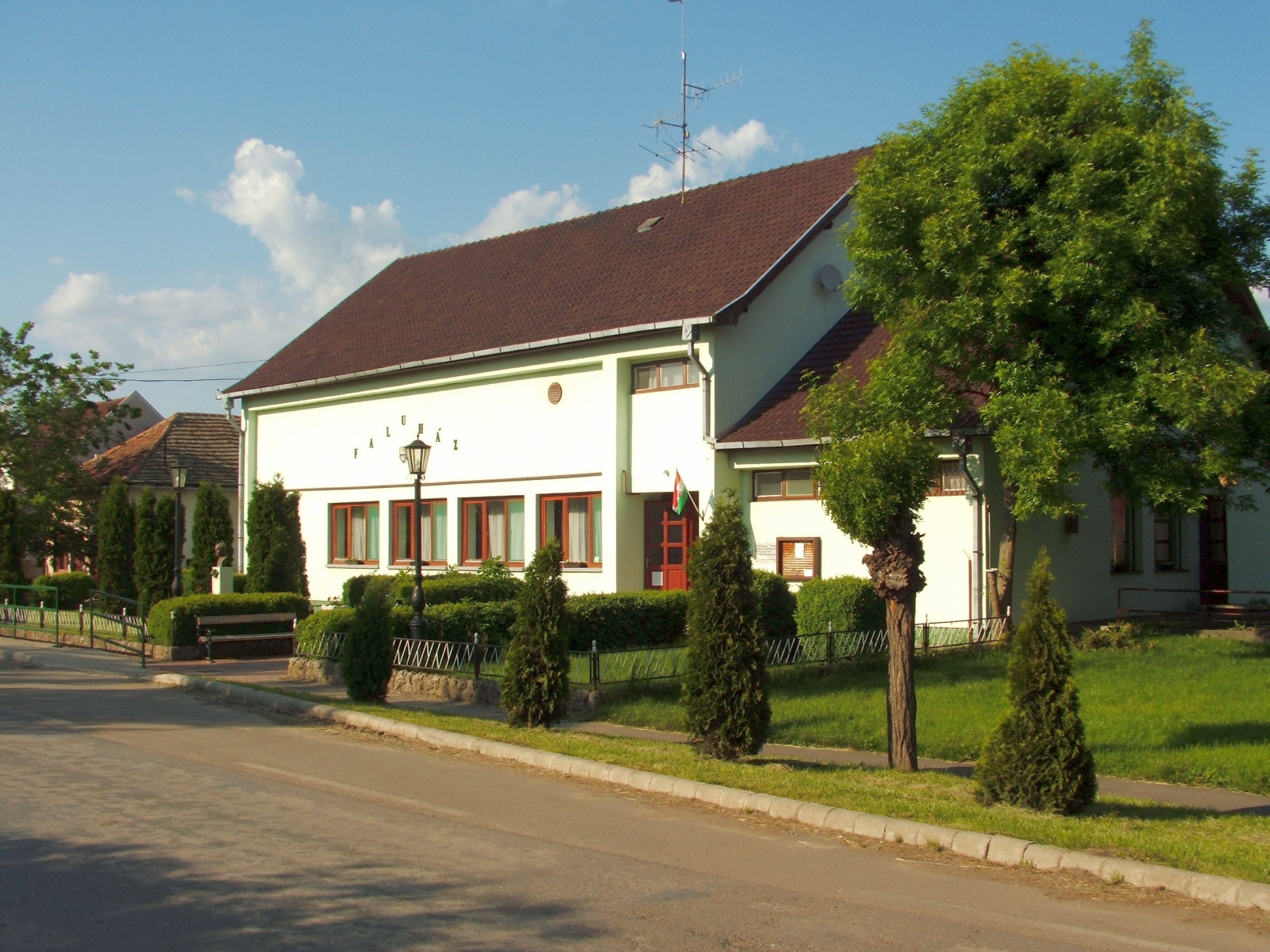
A faluház
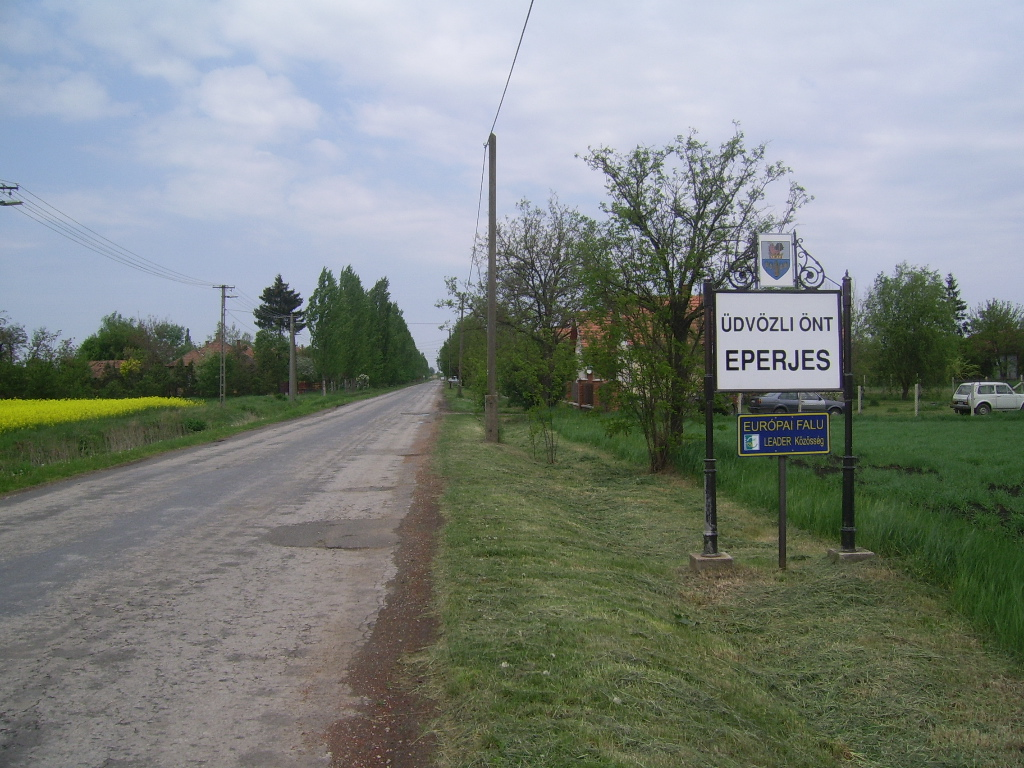
Utcakép
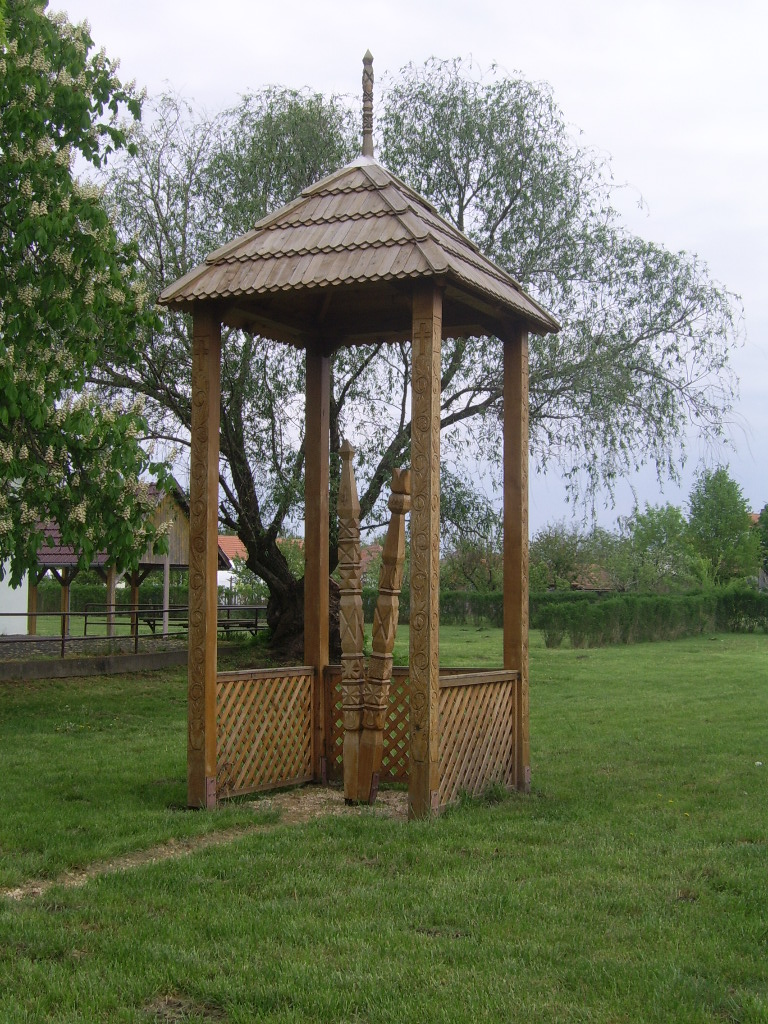
Kopjafák a templom előtt